# 大喙省藤
大喙省藤（学名：Calamus macrorhynchus），为棕榈科省藤属下的物种之一。